# Christian-Friedrich Peter

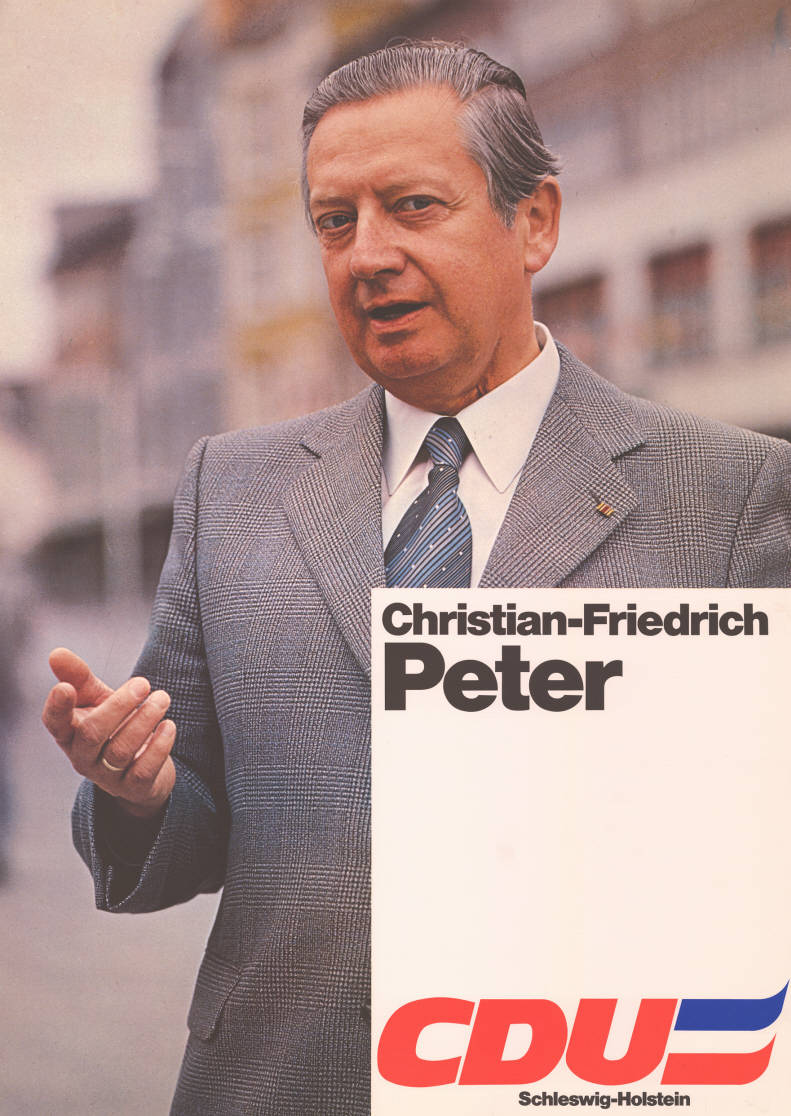
Kandidatenplakat zur Landtagswahl in Schleswig-Holstein 1979

Christian-Friedrich Peter (* 22. Dezember 1922 in Neumünster; † 22. Juni 2005 ebenda) war ein deutscher Bäckermeister, Handwerksfunktionär und Politiker (CDU). Peter war vom 1. April 1982 bis zum 22. April 1986 Stadtpräsident (Vorsitzender der Ratsversammlung) der kreisfreien Stadt Neumünster.

## Leben
Die Familie Peter betrieb in der Kieler Straße eine Trikotagenfabrik, später das Café Peter auf dem Kuhberg in Neumünster. Peter besuchte die Holstenschule in Neumünster. Er war von 1971 bis 1992 Präsident der "Arbeitsgemeinschaft für Getreideforschung e. V. in Detmold.
Christian-Friedrich Peter erhielt wie seine Jahrgangskollegen nach der 12. Klasse der Holstenschule das vorzeitige "Notabitur", um danach sofort als Soldat im Krieg eingesetzt werden zu können.
Er diente bei der Luftwaffe an der Ostfront als Flugzeugkommandant eines Fernaufklärers und war zum Schluss Leutnant. Seine Frau bekam im Mai 1945 im Inferno Berlins das erste gemeinsame Kind. Nach kurzer amerikanischer Gefangenschaft erfolgte die berufliche Entscheidung für Bäckerlehre und Übernahme des Cafés oder Beginn des geplanten Volkswirtschaftslehrstudiums. 1958 wurde Sohn Jens geboren.
Das Notabitur wurde in vielen Bundesländern anerkannt, in Schleswig-Holstein jedoch nicht. Wegen der jungen Familie, zu der 1948 ein weiterer Sohn kam und wegen der Hungerzeit entschied er sich für den Bäckerberuf. Er wurde als junger Meister bereits Anfang der 1950er Jahre als nebenberuflicher Berufsschullehrer eingesetzt und übernahm das Café am Kuhberg.
Danach wandte er sich der Kommunalpolitik zur und wurde als Vertreter der Handwerkerinteressen Bäckerobermeister in Neumünster, Landesinnungsmeister der Bäcker und Präsident der Handwerkskammer Schleswig-Holstein. In den 1960er Jahren war Christian-Friedrich noch in der FDP, wurde deren Ortsvorsitzender und stellvertretender Stadtpräsident Neumünsters. Durch den Wechsel der FDP zur Koalition mit der SPD in Bonn 1969 wechselt er die Partei und wurde CDU-Mitglied. Von 1982 bis 1986 war er Stadtpräsident seiner Heimatstadt.
Die Familie Peter besitzt auf dem Neumünsteraner Nordfriedhof ein im späten Jugendstil gehaltenes, historisches Familiengrab.

## Ehrungen
- Eisernes Kreuz im Zweiten Weltkrieg
- Bundesverdienstkreuz 1. Klasse 1984
- Die Ratsversammlung Neumünster beschloss am 11. Juli 2007, den Christian-Friedrich-Peter-Platz an der Kieler Straße, Ecke Esplanade nach ihm zu benennen.[5]